# Glyphochloa forficulata
Glyphochloa forficulata är en gräsart som först beskrevs av Cecil Ernest Claude Fischer, och fick sitt nu gällande namn av Clayton. Glyphochloa forficulata ingår i släktet Glyphochloa och familjen gräs. Inga underarter finns listade i Catalogue of Life.